# Bracon antennalis
Bracon antennalis är en stekelart som beskrevs av Szepligeti 1904. Bracon antennalis ingår i släktet Bracon och familjen bracksteklar. Inga underarter finns listade.